# Auditorio municipal de Málaga
El Auditorio Municipal de Málaga, también llamado Auditorio del Cortijo de Torres, es un recinto para actividades musicales y escénicas situado en el distrito Cruz de Humilladero de la ciudad española de Málaga.
Se trata de un espacio al aire libre con un aforo de unas 11.935 personas y unas dimensiones de 220 m x 110 m, que suponen una superficie de 35.200 m². Contiene un escenario de 50 m de ancho por 15 m de fondo y un patio de 50 m x 50 m, que hace posible la ubicación del escenario a distintas distancias de las gradas, según las necesidades de aforo de cada espectáculo.